# Antón Barrutia
Antón Barrutia Iturriagoitia (Yurreta, Vizcaya, 13 de junio de 1933 - Galdácano, 13 de julio de 2021), fue un ciclista español, profesional entre los años 1953 y 1966, durante los que consiguió 52 victorias. Su hermano Cosme Barrutia también fue ciclista profesional

## Carrera deportiva
Era un corredor que andaba bien en todos los terrenos, logrando un gran número de victorias en carreras regionales. Es de destacar su dedicación al ciclocrós, en el que logró dos Campeonatos de España de ciclocrós, y un cuarto puesto en el Campeonato del Mundo de Ciclocrós de 1960, la que es la mejor actuación de un ciclista español de toda la historia. Ese mismo año llegó en primer lugar en el campeonato de España, pero fue finalmente descalificado, por lo que el título paso a manos de José Luis Talamillo.
Después de su retirada actuó como director deportivo en equipos profesionales como el Kas.

## Palmarés
| 1953 - G.P. Llodio 1954 - G.P. Llodio - 2.º en el Campeonato de España de Ciclocrós - Circuito de Guecho - 2 etapas del G.P. Ayuntamiento de Bilbao 1955 - 1 etapa de la Vuelta a Andalucía - Subida a Arrate - Campeonato de España de Ciclocrós 1956 - Subida a Arrate - Campeón de España por Regiones 1957 - 1 etapa Vuelta a Levante - Gran Premio de la Bicicleta Eibarresa 1959 - 1 etapa de la Vuelta a España - 3.º en el Campeonato de España de Regiones Contrarreloj (con Vizcaya) - 2.º en el Campeonato de España de Ciclocrós 1960 - 1 etapa de la Vuelta a España | 1961 - 1 etapa del Circuito Montañés - Subida al Naranco - Campeonato de España de Ciclocrós - Circuito de Guecho 1962 - 1 etapa de la Vuelta a España - 1 etapa del Circuito Montañés - Campeón de España por Regiones 1963 - Vuelta a Andalucía, más 2 etapas - 2 etapas de la Vuelta a España - Clásica de Ordizia - 1 etapa Volta a Cataluña - 2.º en el Campeonato de España de Regiones Contrarreloj (con Vizcaya) 1964 - 2 etapas de la Vuelta a España - Vuelta a La Rioja, más 2 etapas 1966 - 3.º en el Campeonato de España de Ciclocrós |

## Resultados en Grandes Vueltas y Campeonato del Mundo
Durante su carrera deportiva ha conseguido los siguientes puestos en las Grandes Vueltas y en los Campeonatos del Mundo en carretera y ciclocrós:
| Carrera              | 1953 | 1954 | 1955 | 1956 | 1957 | 1958 | 1959 | 1960 | 1961 | 1962 | 1963 | 1964 | 1965 | 1966 |
| -------------------- | ---- | ---- | ---- | ---- | ---- | ---- | ---- | ---- | ---- | ---- | ---- | ---- | ---- | ---- |
| Giro de Italia       | -    | -    | -    | -    | -    | -    | -    | -    | -    | -    | -    | -    | -    | -    |
| Tour de Francia      | -    | -    | -    | -    | Ab.  | -    | -    | -    | -    | -    | Ab.  | 73.º | -    | -    |
| Vuelta a España      | X    | X    | -    | 20º  | 26º  | Ab.  | Ab.  | Ab.  | Ab.  | 34º  | 11º  | 32.º | Ab.  | -    |
| Mundial en Ruta      | -    | -    | -    | -    | -    | -    | -    | -    | -    | -    | -    | -    | -    | -    |
| Mundial de Ciclocrós | -    | 6º   | 12º  | -    | -    | 8º   | 4º   | Ab.  | -    | -    | -    | -    | -    | 9º   |

-: No participa

Ab.: Abandono

X: Ediciones no celebradas